# 2943 Heinrich
2943 Heinrich eller 1933 QU är en asteroid i huvudbältet, som upptäcktes 25 augusti 1933 av den tyske astronomen Karl Wilhelm Reinmuth i Heidelberg. Den har fått sitt namn efter astronomen Inge Heinrich.
Asteroiden har en diameter på ungefär 7 kilometer.